# Alex Antonitsch
Alex Antonitsch (Villaco, 8 febbraio 1966) è un ex tennista austriaco.

## Carriera
In carriera ha vinto un titolo in singolare e 4 titoli di doppio. Nei tornei del Grande Slam ha ottenuto il suo miglior risultato raggiungendo il quarto turno nel singolare a Wimbledon nel 1990.
In Coppa Davis ha disputato un totale di 41 partite, ottenendo 19 vittorie e 22 sconfitte. Per la sua costanza nel rappresentare il proprio paese nella competizione è stato insignito del Commitment Award.
Ha una figlia, divenuta tennista anche lei (Mira Antonitsch).

## Statistiche

### Singolare

#### Vittorie (1)
| Numero | Anno           | Torneo           | Superficie | Avversario in finale | Punteggio |
| 1.     | 23 aprile 1990 | Seoul Open, Seul | Cemento    | Pat Cash             | 7–6, 6–3  |

### Singolare

#### Finali perse (2)
| Numero | Anno           | Torneo                                     | Superficie | Avversario in finale | Punteggio |
| 1.     | 29 aprile 1990 | Hong Kong Open, Hong Kong                  | Cemento    | Pat Cash             | 3-6, 4-6  |
| 2.     | 12 luglio 1992 | Hall of Fame Tennis Championships, Newport | Erba       | Bryan Shelton        | 4-6, 4-6  |

### Doppio

#### Vittorie (4)
| Numero | Anno            | Torneo                                     | Superficie | Compagno         | Avversari in finale           | Punteggio     |
| 1.     | 27 ottobre 1985 | Cologne Grand Prix, Colonia                | Cemento    | Michiel Schapers | Jan Gunnarsson Peter Lundgren | 6–4, 7–5      |
| 2.     | 24 ottobre 1988 | Vienna Open, Vienna                        | Sintetico  | Balázs Taróczy   | Kevin Curren Tomáš Šmíd       | 4–6, 6–3, 7–6 |
| 3.     | 22 aprile 1991  | Seoul Open, Seul                           | Cemento    | Gilad Bloom      | Kent Kinnear Sven Salumaa     | 7–6, 6–1      |
| 4.     | 11 luglio 1994  | Hall of Fame Tennis Championships, Newport | Erba       | Greg Rusedski    | Kent Kinnear David Wheaton    | 6-4, 3-6, 6-4 |

### Doppio

#### Finali perse (2)
| Numero | Anno            | Torneo                  | Superficie | Compagno         | Avversari in finale             | Punteggio |
| 1.     | 18 gennaio 1993 | Heineken Open, Auckland | Cemento    | Alexander Volkov | Grant Connell Patrick Galbraith | 3-6, 6-7  |
| 2.     | 24 ottobre 1994 | Vienna Open, Vienna     | Sintetico  | Greg Rusedski    | Mike Bauer David Rikl           | 6-7, 4-6  |